# Discografia lui Traian Lăscuț-Făgărășanu
Discografia clarinetistului Traian Lăscuț-Făgărășanu cuprinde discuri de gramofon, viniluri, benzi de magnetofon, care conțin înregistrări realizate la casele de discuri Columbia și Electrecord și la Societatea Română de Radiodifuziune.

## Discuri Columbia
| An   | Număr de catalog | Format                 | Piese                                                              | Acompaniament           |
| 1938 | DR 269           | shellac, 25 cm, 78 RPM | Fecioreasca și învârtita dela Brașov Doină și ardeleană dela Sibiu | orchestra Traian Lăscuț |
| 1938 | DR 270           | shellac, 25 cm, 78 RPM | Hațegana dela Abrud Ardeleana și învârtita                         | orchestra Traian Lăscuț |
| 1938 | DR 289           | shellac, 25 cm, 78 RPM | De doi Brâu                                                        | orchestra Traian Lăscuț |

## Discuri Electrecord
| An   | Număr de catalog | Format                     | Piese                                                         | Acompaniament                                     |
| 1953 | EPA 1782         | shellac, 25 cm, 78 RPM     | Două învârtite din Ardeal                                     | Orchestra „Carpați”, dirijor Ion Luca-Bănățeanu   |
| 1954 | EPA 1878         | shellac, 25 cm, 78 RPM     | Doina de la Crișul Alb și Joc de nuntă                        | orchestra Ion Luca-Bănățeanu                      |
| 1955 | EPA 1938         | shellac, 25 cm, 78 RPM     | Csinom Palko Nicolae din Nagybercseny                         | Orchestra „Carpați”, dirijor Iosif Iuga           |
| 1956 | EPA 2104         | shellac, 25 cm, 78 RPM     | Învârtita de la Săliște                                       | Orchestra „Electrecord”, dirijor Ionel Budișteanu |
| 1956 | EPA 2107         | shellac, 25 cm, 78 RPM     | Ceardaș                                                       | Orchestra „Electrecord”, dirijor Ionel Budișteanu |
| 1956 | EPA 2155         | shellac, 25 cm, 78 RPM     | Ardeleana lui Lăscuț Făgărășanu și Poșovoaica din Zărnești    | orchestra Ion Luca-Bănățeanu                      |
| 1956 | EPA 2187         | shellac, 25 cm, 78 RPM     | Doina                                                         | Orchestra „Carpați”, dirijor Ion Luca-Bănățeanu   |
| 1956 | EPA 2189         | shellac, 25 cm, 78 RPM     | Fecioreasca de la Calan si Învârtită                          | Orchestra „Carpați”, dirijor Ion Luca-Bănățeanu   |
| 1956 | EPA 2190         | shellac, 25 cm, 78 RPM     | Învârtita de la Făgăraș                                       | Orchestra „Carpați”, dirijor Ion Luca-Bănățeanu   |
| 1956 | EPC 107          | vinil, 17 cm, 33 ⅓ RPM     | 4. Ardeleana lui Lăscuț Făgărășanu și Poșovoaica din Zărnești | orchestra Ion Luca-Bănățeanu                      |
| 1957 | EPD 4            | vinil, LP, 25 cm, 33 ⅓ RPM | 8. Învârtita de la Săliște                                    | Orchestra „Electrecord”, dirijor Ionel Budișteanu |
| 1959 | EPD 78           | vinil, LP, 25 cm, 33 ⅓ RPM | 9a. Ardeleana și Poșovoaica                                   | orchestra Ion Luca-Bănățeanu                      |

## Discuri Contrepoint (Franța)
| An   | Număr de catalog                            | Format                     | Piese                                                   | Acompaniament                                                                 |
| 1955 | MC 20.099 Musique Populaire Roumaine Vol. 2 | vinil, LP, 25 cm, 33 ⅓ RPM | A1. a) Brîul, b) Hațegana B1. a) Învîrtită, b) Hațegană | Orchestra populară a Casei de Cultură din București, dirijor Ionel Budișteanu |

## Discuri Le Chant du Monde (Franța)
| An   | Număr de catalog            | Format                     | Piese                      | Acompaniament                        |
| 1956 | LDY-4028 Danses de Roumanie | vinil, LP, 25 cm, 33 ⅓ RPM | 7. Hațegana de pe Bistrița | orchestra condusă de Valeriu Vărzaru |

## Discuri Classic Editions (New York, S.U.A.)
| An   | Număr de catalog            | Format                     | Piese                                                                    | Acompaniament                           |
| 1958 | CE 3010 Rumanian Folk Dance | vinil, LP, 25 cm, 33 ⅓ RPM | A7. Un brâu ca'n Banat – Un joc de doi B9. Hațegana depe Dealul Brodului | orchestra condusă de Ion Luca-Bănățeanu |

## Discuri PGP RTB (R.S.F. Iugoslavia)
| An   | Număr de catalog                              | Format                 | Piese                   | Acompaniament                                                                                |
| 1965 | EP 16282 Cîntece și jocuri populare romînești | vinil, 17 cm, 33 ⅓ RPM | B2. Melodii ardelenești | Orchestra populară a Ansamblului artistic al C.C.S. din R. P. Romînă, dirijor Victor Popescu |

## ÎnregistrăriRadio România
Toate înregistrările lui Traian Lăscuț-Făgărășanu din Fonoteca Radio România au fost efectuate pe benzi de magnetofon.
| Anul înreg. | Piese                                               | Acompaniament                                   | Note                            |
| 1952        | Două învârtite din Ardeal                           | Orchestra „Carpați”, dirijor Ion Luca-Bănățeanu | transpusă și pe discul EPA 1782 |
| 1952        | Fecioreasca și învârtita de la Rupea                | Orchestra „Carpați”, dirijor Ion Luca-Bănățeanu | –                               |
| 1952        | Învârtita cu coadă                                  | Orchestra „Carpați”, dirijor Ion Luca-Bănățeanu | –                               |
| 1952        | Învârtita de pe Someș (1)                           | Orchestra „Carpați”, dirijor Ion Luca-Bănățeanu | –                               |
| 1952        | Învârtită și hațegană                               | Orchestra „Carpați”, dirijor Ion Luca-Bănățeanu | –                               |
| 1952        | O învârtită și Ca la Breaza din Tohanul Vechi       | Orchestra „Carpați”, dirijor Ion Luca-Bănățeanu | –                               |
| 1953        | Doină                                               | Orchestra „Carpați”, dirijor Ion Luca-Bănățeanu | transpusă și pe discul EPA 2187 |
| 1953        | Fecioreasca de la Călan și Hai, mândruțo, după mine | Orchestra „Carpați”, dirijor Ion Luca-Bănățeanu | transpusă și pe discul EPA 2189 |
| 1953        | Învârtita de la Făgăraș (1)                         | Orchestra „Carpați”, dirijor Ion Luca-Bănățeanu | transpusă și pe discul EPA 2190 |
| 1954(?)     | Ardeleana lui Lăscuț și Poșovoaica din Zărnești     | orchestra Ion Luca-Bănățeanu                    | transpusă și pe discul EPA 2155 |
| 1954(?)     | Doina de la Crișul Alb și Joc de nuntă              | orchestra Ion Luca-Bănățeanu                    | transpusă și pe discul EPA 1878 |
| 1954(?)     | Hațegana de pe Dealul Bradului                      | orchestra Ion Luca-Bănățeanu                    | –                               |
| 1954(?)     | Un brâu ca-n Banat și un joc de doi                 | orchestra Ion Luca-Bănățeanu                    | –                               |
| 1955(?)     | Hațegana de pe Bistrița                             | Orchestra „Carpați”, dirijor Valeriu Vărzaru    | –                               |
| 1955        | Csinom Palko Nicolae din Nagybercseny               | Orchestra „Carpați”, dirijor Iosif Iuga         | transpuse și pe discul EPA 1938 |
| 17.10.1958  | Învârtita de la Sibiu                               | O.M.P.R., dirijor Victor Predescu               | –                               |
| 14.11.1958  | Învârtita de la Rășinari                            | O.M.P.R., dirijor Ion Luca-Bănățeanu            | –                               |
| 09.02.1959  | Hațegana din Făgăraș                                | O.M.P.R., dirijor Ion Luca-Bănățeanu            | –                               |
| 09.02.1959  | Învârtita de la Făgăraș (2)                         | O.M.P.R., dirijor Ion Luca-Bănățeanu            | –                               |
| 09.02.1959  | Învârtita de la Zlatna                              | O.M.P.R., dirijor Ion Luca-Bănățeanu            | în duet cu Nicolae Băluță       |
| indisp.     | Călceanca                                           | O.M.P.R.                                        | –                               |
| indisp.     | Cântec bătrânesc                                    | O.M.P.R.                                        | –                               |
| indisp.     | Doină din Banat                                     | O.M.P.R.                                        | –                               |
| indisp.     | Învârtita de pe Someș (2)                           | O.M.P.R.                                        | –                               |
| indisp.     | Învârtita de pe Târnave                             | O.M.P.R.                                        | –                               |
| indisp.     | Lung îi drumul Clujului                             | O.M.P.R.                                        | –                               |
| indisp.     | O hațegană                                          | O.M.P.R., dirijor Ion Luca-Bănățeanu            | –                               |
| indisp.     | Un joc din Oaș                                      | O.M.P.R.                                        | –                               |